# Angolská pánev
Angolská pánev je oceánská pánev v severovýchodní části Jižního Atlantského oceánu. Angolská pánev se začala tvořit během počáteční fáze rozdělování superkontinentu Pangea ve spodní křídě. Je příkladem pasivního okraje.

## Galerie

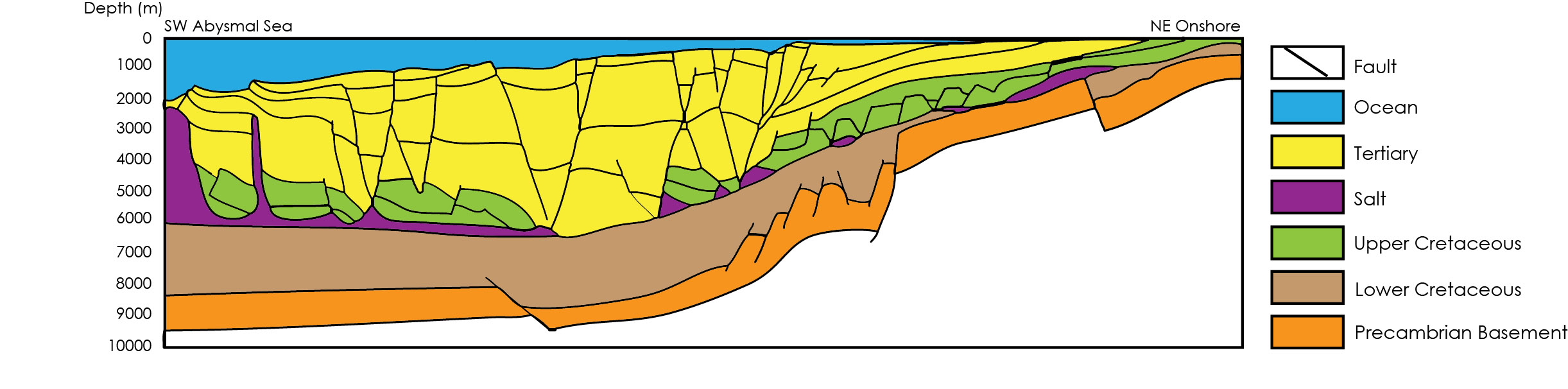
Řez oblastí Angolské pánve od jihozápadu k severovýchodu